# 萊弗拉耶
36°36′08″N 4°39′49″E / 36.60222°N 4.66361°E
萊弗拉耶（阿拉伯语：‎），是阿爾及利亞的城鎮，位於該國北部貝賈亞省，由西迪艾什區負責管轄，面積9平方公里，2008年人口6,433，人口密度每平方公里679人。